# Rain for a Dusty Summer
Pour plus de détails, voir Fiche technique et Distribution.
Rain for a Dusty Summer est un film américain réalisé par Arthur Lubin, sorti en 1971.

## Synopsis
En 1917, alors que le nouveau gouvernement mexicain est en pleine Guerre des Cristeros, un prêtre naïf mais heureux est obligé de quitter sa paroisse. Il retourne finalement chez lui pour exécuter ses devoirs sacerdotaux.

## Fiche technique
- Titre : Rain for a Dusty Summer
- Réalisation : Arthur Lubin
- Scénario : Julius Evans, G.B. Buscemi et Franklin Lacey
- Photographie : Manuel Berenguer
- Musique : Wade Denning
- Pays d'origine :  États-Unis
- Format : Couleurs - Mono
- Genre : western
- Date de sortie : 1971

## Distribution
- Ernest Borgnine : Le Général
- Humberto Almazán : Miguel Pro
- Sancho Gracia : Humberto Pro
- Aldo Sambrell : Col. Marinos
- Harry Harris : Joe Weiler
- Gemma Cuervo : Leurela